# Jiří Marek
Jiří Marek, pe numele real Josef Jiří Puchwein, (n. 30 mai 1914, Praga, Austro-Ungaria – d. 10 decembrie 1994, Praga, Cehia) a fost un scriitor, jurnalist, scenarist și profesor universitar ceh. În 1965 a fost membru al juriului la cel de-al 4-lea Festival Internațional de Film de la Moscova⁠(d).

## Cărți
- Pečeť věrnosti (1944)
- Vstup do strany (1952)
- Pionýr Feďa (1953)
- Střelnice (1962)
- Blažený věk (1968)
- Můj strýc Odysseus (1974)
- Muži jdou v tmě (1946)
- Vesnice pod zemí (1949)
- Pohádky vzhůru nohama (1958)
- Autopohádky („Basme cu mașini”) (1965)
  - Din Prințesa care nu a zâmbit niciodată⁠(d) în lumea mașinilor lui Marek: „Au fost odată ca niciodată trei regi: regele petrolului, regele benzinei și regele automobilelor...” „Petrolimea sa” avea o prințesă care nu zâmbea niciodată. Eroul poveștii este Vendelín, mecanicul de mașini, a cărui mașină avea o mulțime de echipamente superbe, „ca să nu mai zic despre deflectorul de pietoni⁠(d)”.[13]
  - În 1983 a fost produs un film de comedie german intitulat Automärchen⁠(d), inspirat din poveștile lui Marek și regizat de Erwin Stranka⁠(d).[14]
  - În 2004, trupa Chinaski⁠(d) a lansat, cu participarea actorilor Jiří Lábus și Lucie Bílá⁠(d), un CD audio dublu, intitulat Autopohádky⁠(d), cu trei basme și 8 cântece.
  - În 2011 a fost lansat un CD cu 4 filme de animație, trei fiind bazate pe poveștile originale ale lui Marek, iar al patrulea fiind unul nou. Muzica este compusă și interpretată de trupa Chinaski, iar naratorul este Michal Malátný⁠(d), conducătorul trupei Chinaski.[13][14]
- Panoptikum starých kriminálních příběhů (1968)
- Panoptikum hříšných lidí (1971)
- Panoptikum Města pražského (1979)
- OK 096 se nehlásí (1979)
- Sůl země 1, 2 (1981)
- Psí hvězda Sirius aneb láskyplné vyprávěnky o psech (1982)
- Tristan aneb O lásce (1985)
- Čas lásky a nenávisti (1986)

## Filmografie

### Scenarist
- Případ Z-8 (1948), subiect
- Vítězná křídla⁠(d) (1950), subiect și scenariu
- Nad námi svítá (1952), subiect și scenariu
- V podzemí (1954), subiect
- Jak dědek Faltus potkal anděla (1954), subiect
- Spartakiáda (1955), comentariu
- Zaostřit, prosím! (1956), subiect și scenariu
- O věcech nadpřirozených⁠(d) (1958), subiect și scenariu
- Všude žijí lidé (1960), subiect
- Šestý do party (1962) (film TV), subiect și scenariu
- Alibi na vodě (1965), subiect și scenariu
- Hříšní lidé města pražského⁠(d) (serial TV, 1968), subiect și scenariu, seria Rada Vacátko⁠(d)
- Svatá hříšnice (1970), subiect
- Na kolejích čeká vrah⁠(d) (1970), scenariu – împreună cu Josef Mach⁠(d)
- Vražda v hotelu Excelsior⁠(d) (1971), subiect și scenariu
- Pěnička a Paraplíčko⁠(d) (1971), subiect și scenariu
- Logodnica frumosului dragon (Partie krásného dragouna, 1971), subiect – împreună cu Jiří Sequens⁠(d)
- Život pod praporem, subiect
- Smrt černého krále⁠(d) (1972), subiect și scenariu
- Větrné moře⁠(d) (1973), subiect
- Panoptikum města pražského⁠(d) (serial TV, 1988), scenariu, seria Rada Vacátko⁠(d)